# Lamit Company
Lamit Company é uma empresa operadora de satélite independente na Europa, operando em todo o mundo. A empresa fornece internet via satélite e telefonia para as escolas primárias e escolas secundárias, universidades, instituições governamentais, e etc. As áreas do mundo coberto pela empresa são: África (inteira), Europa (inteira), Oriente Médio (inteiro), Rússia (partes principais), Austrália (parte norte), Américas, Rússia, Índia, Indonésia e outras regiões.